# Willi Bartels (Rennfahrer)

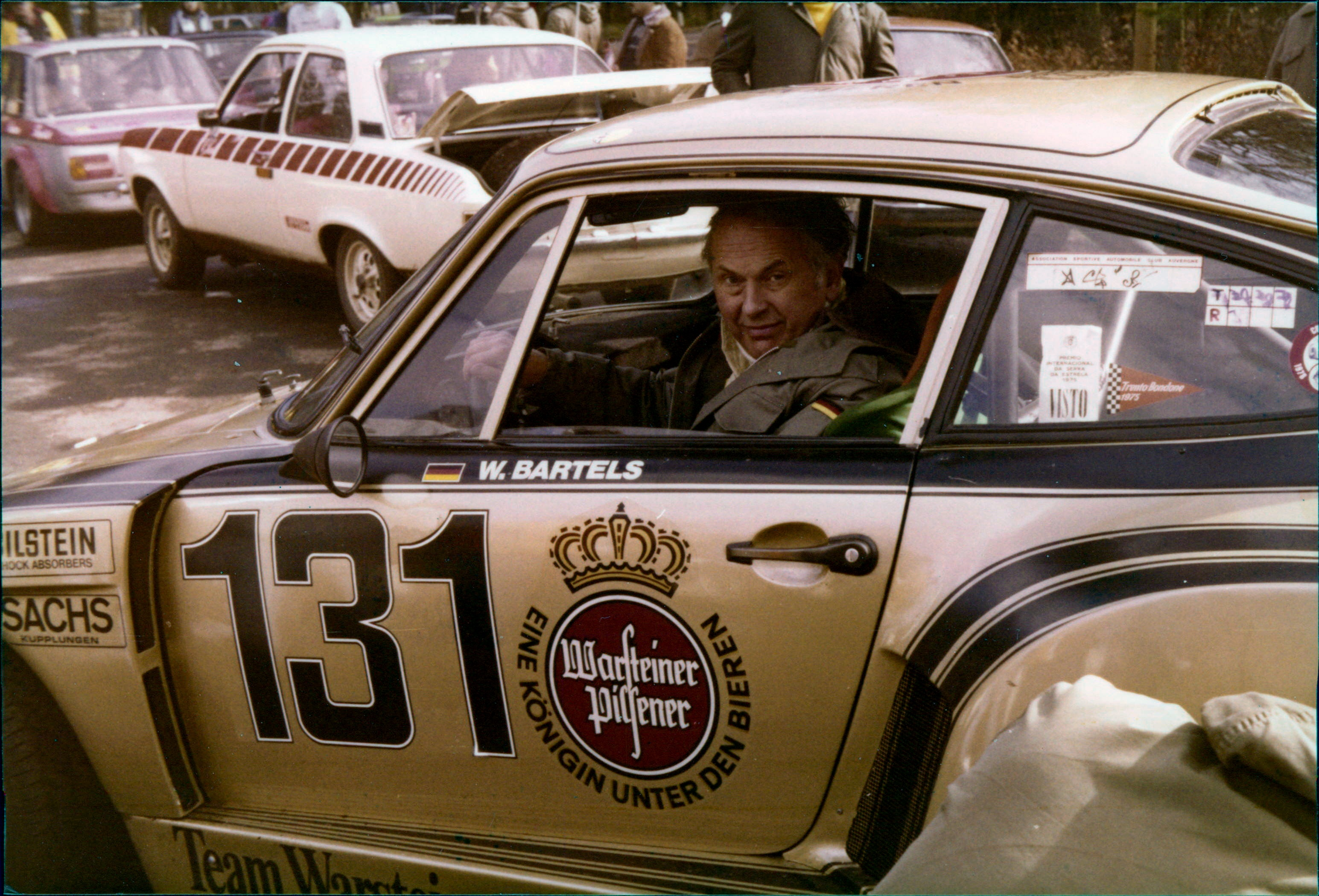
Potzbergrennen

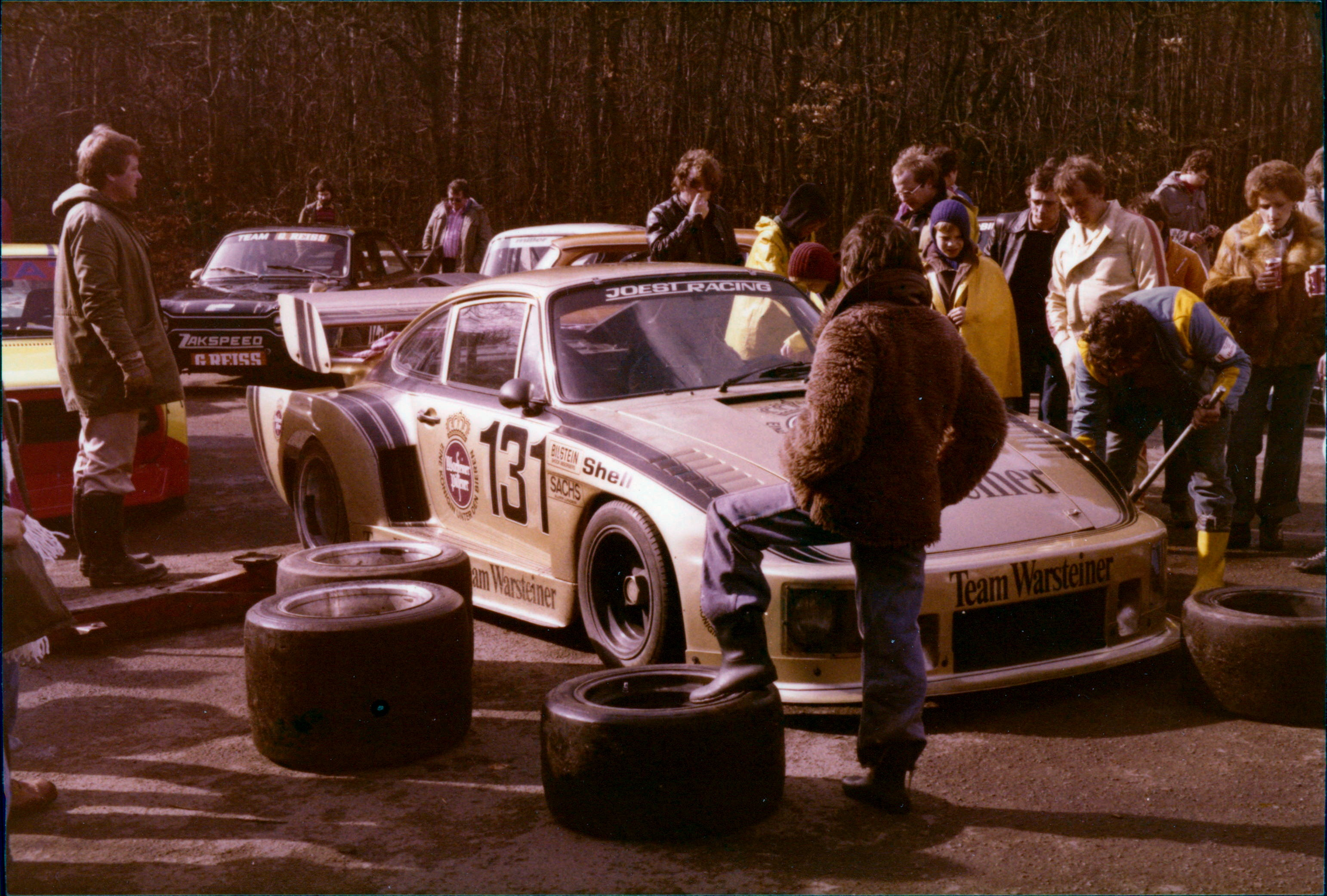

Wilhelm „Willi“ Bartels (* 6. März 1927 in Plettenberg, Sauerland; † 22. Februar 2005) war ein deutscher Autorennfahrer.

## Karriere

### Bergrennen
Bartels war 30 Jahre lang im aktiven Bergrennsport zuhause. Er wurde in den 1970er Jahren zweimal GT-Berg-Europameister (1971 und 1976). Das brachte ihm den Spitznamen „Bergkönig“ ein. Während seiner aktiven Zeit errang er mehr als 300 Rennsiege und erzielte zahlreiche Streckenrekorde. Bei seinen Fans war Bartels wegen seines Fahrstils beliebt. Eine beherzte und aggressive Fahrweise war sein Kennzeichen, er fuhr teilweise mit Geschwindigkeiten über 200 km/h die Bergrennstrecken hinauf.

### Privates
Willi Bartels war der Vater von Michael Bartels, dem FIA-GT-Fahrer und langjährigen Lebensgefährten von Steffi Graf. Er erlag 2005 einem Krebsleiden.

## Statistik

### Einzelergebnisse in der Sportwagen-Weltmeisterschaft
| Saison | Team            | Rennwagen               | 1   | 2   | 3   | 4   | 5   | 6   | 7   | 8   | 9   | 10  | 11  | 12  | 13  | 14  | 15  | 16  | 17  | 18  | 19  | 20  | 21  | 22  |
| ------ | --------------- | ----------------------- | --- | --- | --- | --- | --- | --- | --- | --- | --- | --- | --- | --- | --- | --- | --- | --- | --- | --- | --- | --- | --- | --- |
| 1963   | Wilhelm Bartels | Porsche 356             | DAY | SEB | SEB | TAR | SPA | MAI | NÜR | CON | ROS | LEM | MON | WIS | TAV | FRE | CCE | RTT | OVI | NÜR | MON | MON | TDF | BRI |
| 1963   | Wilhelm Bartels | Porsche 356             |     |     |     |     |     | 16  |     |     |     |     |     |     |     |     |     |     |     |     |     |     |     |     |
| 1972   | Reinhold Joest  | Porsche 908             | BUA | DAY | SEB | BRH | MON | SPA | TAR | NÜR | LEM | ZEL | WAT |     |     |     |     |     |     |     |     |     |     |     |
| 1972   | Reinhold Joest  | Porsche 908             |     |     |     |     | DNF |     |     |     |     |     |     |     |     |     |     |     |     |     |     |     |     |     |
| 1976   | Joest Racing    | Porsche 911 Carrera RSR | MUG | VAL | NÜR | MON | SIL | IMO | NÜR | ZEL | PER | WAT | MOS | DIJ | DIJ | SAL |     |     |     |     |     |     |     |     |
| 1976   | Joest Racing    | Porsche 911 Carrera RSR | 4   |     |     |     |     |     |     |     |     |     |     |     |     |     |     |     |     |     |     |     |     |     |